# Sabine Jahn
Sabine Jahn (ur. 27 czerwca 1953 w Neuruppin) – niemiecka wioślarka reprezentująca NRD, srebrna medalistka olimpijska i dwukrotna medalistka mistrzostw świata.

## Kariera
Wystąpiła na igrzyskach olimpijskich w Montrealu w 1976, gdzie wspólnie z Petrą Boesler zdobyła srebrny medal w dwójkach podwójnych. W finale uplasowały się o 3,50 sekundy za osadą Bułgarii i o 2,07 sekundy przed osadą ZSRR. Był to debiut tej konkurencji w programie olimpijskim. Jednocześnie był to jej jedyny start olimpijski.
Ponadto wspólnie z Boesler w tej samej konkurencji zdobyła srebro na mistrzostwach świata w Nottingham (1975). Ponadto osada NRD w składzie: Sybille Tietze, Viola Kowalschek, Petra Boesler, Sabine Gust i Elke Rost (sternik) wywalczyła złoty medal w czwórkach podwójnych ze sternikiem na mistrzostwach świata w Amsterdamie (1977). 
Zdobyła ponadto złoty medal w czwórkach podwójnych ze sternikiem na mistrzostwach Europy w Moskwie (1973). 
Po zakończeniu kariery została lekarzem ze specjalizacją w radiologii. 
Jej były mąż Reinhard Gust również był wioślarzem i medalistą olimpijskim.